# Melanophryniscus stelzneri spegazzinii
El sapito de colores salteño (Melanophryniscus stelzneri spegazzinii) es una subespecie de la especie de anfibio Melanophryniscus stelzneri. Esta taxón subespecífico es endémico del noroeste de la Argentina.

## Taxonomía
Esta subespecie fue descrita originalmente en el año 1961 por el herpetólogo argentino José María Gallardo, utilizando 3 ejemplares.
Holotipo
Según la descripción original el ejemplar holotípico fue archivado bajo el código MACN 4217, pero según Céspedez es el MACN 00886 y el paratipo el MACN 00887.
Localidad tipo
La localidad tipo es: La Viña, cabecera del departamento homónimo, provincia de Salta, Argentina. 
Etimología
Etimológicamente, el término específico spegazzinii rinde honor al botánico y micólogo ítalo-argentino Carlos Luis Spegazzini.

## Distribución
Este bofónido solo fue registrado en la localidad típica, en Salta, siendo un endemismo de Salta y de la Argentina.
Si bien también fue citado para el departamento Presidente Hayes del Paraguay, un reexamen de los mismos y su comparación con los ejemplares tipo permitieron descartar su asignación a la referida subespecie.
También se hipotetizó que su distribución podría alcanzar Bolivia, pero no hay capturas que lo confirmen.

## Características y conservación
Este taxón exhibe una curiosa coloración de fondo negra sobre la que se encuentran salpicadas vivas manchas amarillas y rojas. Este atractivo patrón cromático lo hace apto para abastecer el comercio de anfibios vivos para terrarios.
El taxón no ha sido registrado desde 1897, por lo que esta subespecie fue categorizada en el año 2000 como “Insuficientemente Conocida”, y 2 años después como “Especie que merece atención especial”.